# Familia Jara Saguier

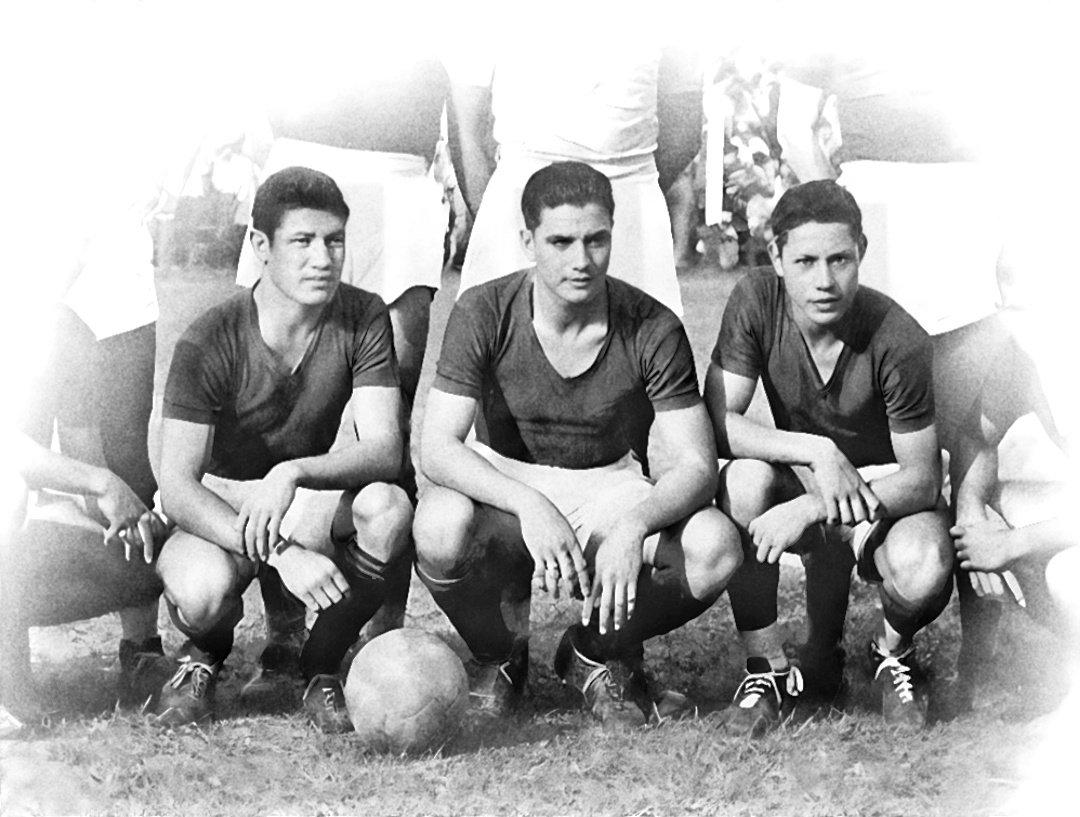
Enrique, Darío y Ángel fueron compañeros en Cerro Porteño entre 1953 y 1960.

La Familia Jara Saguier es una familia paraguaya oriunda del barrio asunceno de Santísima Trinidad que ocupa un lugar destacado a nivel internacional por la repercusión deportiva de siete hermanos futbolistas, nacidos del matrimonio entre Críspulo Jara Román y Lidia Saguier, que han sido un parteaguas desde su incursión en el fútbol paraguayo por su calidad, entrega y éxitos deportivos.
Un caso único en la historia del fútbol mundial, escribió el periodista Jorge Barraza para la revista de la Conmebol, los Jara Saguier superan a los Brown de Argentina y los Nunweiller de Rumania (ambos con seis miembros) como la más grande dinastía de hermanos futbolistas de todos los tiempos. Carlos es el más reconocido de la dinastía, obteniendo, entre otros logros, la medalla de plata en fútbol en las Olimpíadas de 2004, la primera presea de Paraguay en los Juegos Olímpicos.
La participación deportiva de los Jara Saguier ha girado en torno al equipo de Cerro Porteño, con seis de los hermanos jugando en Primera División para la entidad azulgrana (con la excepción de Alberto). Sin embargo, el apellido ha estado vinculado a la disciplina desde 1913 con la fundación de Rubio Ñu, de la cual fue partícipe Críspulo Jara Román, quien también fue jugador en la institución.
Darío, Enrique, Ángel, Alberto y Carlos fueron internacionales con la selección paraguaya, con el primero disputando la Copa Mundial de 1950. Enrique y Ángel participaron en la clasificación para Suecia 1958, y Alberto hizo lo propio de cara a Inglaterra 1966. Carlos, por su parte, fue el que mayor tiempo estuvo con el combinado, entre los años de 1970 y 1981.

## Orígenes
José Críspulo fue el quinto de 13 hijos del matrimonio entre José del Pilar Jara Insfrán y María Raimunda Román González. Cuando nació, sus padres tenían 37 y 34 años respectivamente. Contrajo matrimonio el 21 de enero de 1928, en San Roque, con Lidia Concepción, hija de Enrique Saguier y Etelvina Rosas. En el momento de su casamiento, tenían 33 y 17 años respectivamente y ambos profesaban el catolicismo.

## Genealogía
- José Críspulo Jara Román (10 de junio de 1894 – 12 de marzo de 1953) (58 años), m. (21 de enero de 1928) Lidia Concepción Saguier Rosas (7 de diciembre de 1910 – 8 de marzo de 1983) (72 años)
  - Florentina Concepción Jara Saguier (16 de octubre de 1928 – 4 de septiembre de 2021) (92 años)

Nancy
Arnaldo
- - Ramón Darío Jara Saguier (27 de enero de 1930 – 22 de enero de 2023) (92 años), m. Magdalena Soljancic (29 de mayo de 1930)

Alicia
Carlos
- - Toribio Jara Saguier (16 de abril de 1931 – 17 de noviembre de 2011) (80 años), m. Tita Pintos

Víctor
Gloria
Nidia
Rubén
- - Feliciana Jara Saguier (24 de enero de 1933)
  - Enrique Augusto Jara Saguier (12 de julio de 1934), m. (29 de octubre de 1958) Leopoldina Heyn de Jara (15 de noviembre de 1937)
    - Adolfo Ramón Jara Heyn (29 de diciembre de 1965)
    - Luis Ramón Jara Heyn (29 de diciembre de 1965)
    - Griselda Jara Heyn (24 de junio de 1970)

Daniel Jara Heyn
- - [Ángel Críspulo Jara Saguier]] (1 de octubre de 1936 – 15 de septiembre de 2008) (71 años) m. Fulvia Vargas
    - Javier Jara Vargas
    - Grace Jara Vargas m. Raúl Fretes (13 de septiembre de 1965)
    - Chantal Jara Vargas m. Juan José Aranda (30 de enero de 1964 – 17 de noviembre de 2019) (55 años)

  - María Obdulia Jara Saguier (5 de julio de 1938 – 27 de enero de 2013) (74 años)

Ricardo Cabrera Jara
Nilsa Cabrera Jara
Walter Cabrera Jara
Regis Cabrera Jara
- - Lidia Aurelia Jara Saguier (25 de septiembre de 1941 – 10 de mayo de 2021) (79 años), m. (2 de enero de 1960) Flaminio Demetrio Aguilera Valdez (21 de diciembre de 1938 – 7 de noviembre de 2022) (83 años)

Clara
Puri
Ma. Liz
- - Alberto Isidoro Jara Saguier (30 de septiembre de 1943)

Roberto
Gustavo
Patricia
José Alberto
- - Etelvina Jara Saguier (31 de agosto de 1945)

Lidia
José Eduardo
Joel
- - Elva Natividad Jara Saguier (25 de diciembre de 1947)

Leticia
Larissa
Ruth
Romina
Arnaldo
Jeisson
Jessica
- - [Carlos de los Santos Jara Saguier]] (1 de noviembre de 1950), 1º m. Anselma Ramona Lezcano (1951 – 2003) (52 años). 2º m. Natyn Coll.

Braulio Ramón Jara Lezcano
- -     - Carlos Jara Lezcano (11 de enero de 1977 – 23 de mayo de 2023) (46 años)

Mabel Jara Lezcano 
- - Críspulo Jara Saguier (septiembre de 1953), m. Christian Noemí López (1959-2025)

Derlis
Edgar
Alfredo
Arturo